# D. Peretz
D. Peretz war ein im ersten Drittel des 19. Jahrhunderts in Hannover gegründetes Bankhaus und später eine „arisierte“ Privatbank.

## Geschichte
Das Bankgeschäft D. Peretz wurde kurz vor dem Beginn der Industrialisierung im Königreich Hannover im Jahr 1827 oder 1833 durch David Peretz gegründet, einen Nachkommen der Bela, Tochter des 1766 gestorbenen Kammeragenten David Michael David. Peretz war Anfang März 1864 zum siebten Mal in Folge zum Zweiten Vorsteher der jüdischen Gemeinde von Hannover gewählt worden. Anfang 1868 war Peretz laut dem Handelsregister beim Königlichen Amtsgericht noch Mitgesellschafter der als Offene Handelsgesellschaft betriebenen Firma D. Peretz.  Nach seinem Tod am 1. März 1868 trat der bisherige Prokurist Emil Arnstädt in das Unternehmen ein.
Anfang des 20. Jahrhunderts war das Bankhaus D. Peretz Zahlstelle für die Kuxe der am 12. Juli 1905 gegründeten Gewerkschaft Ottoshall bei Saarbrücken.

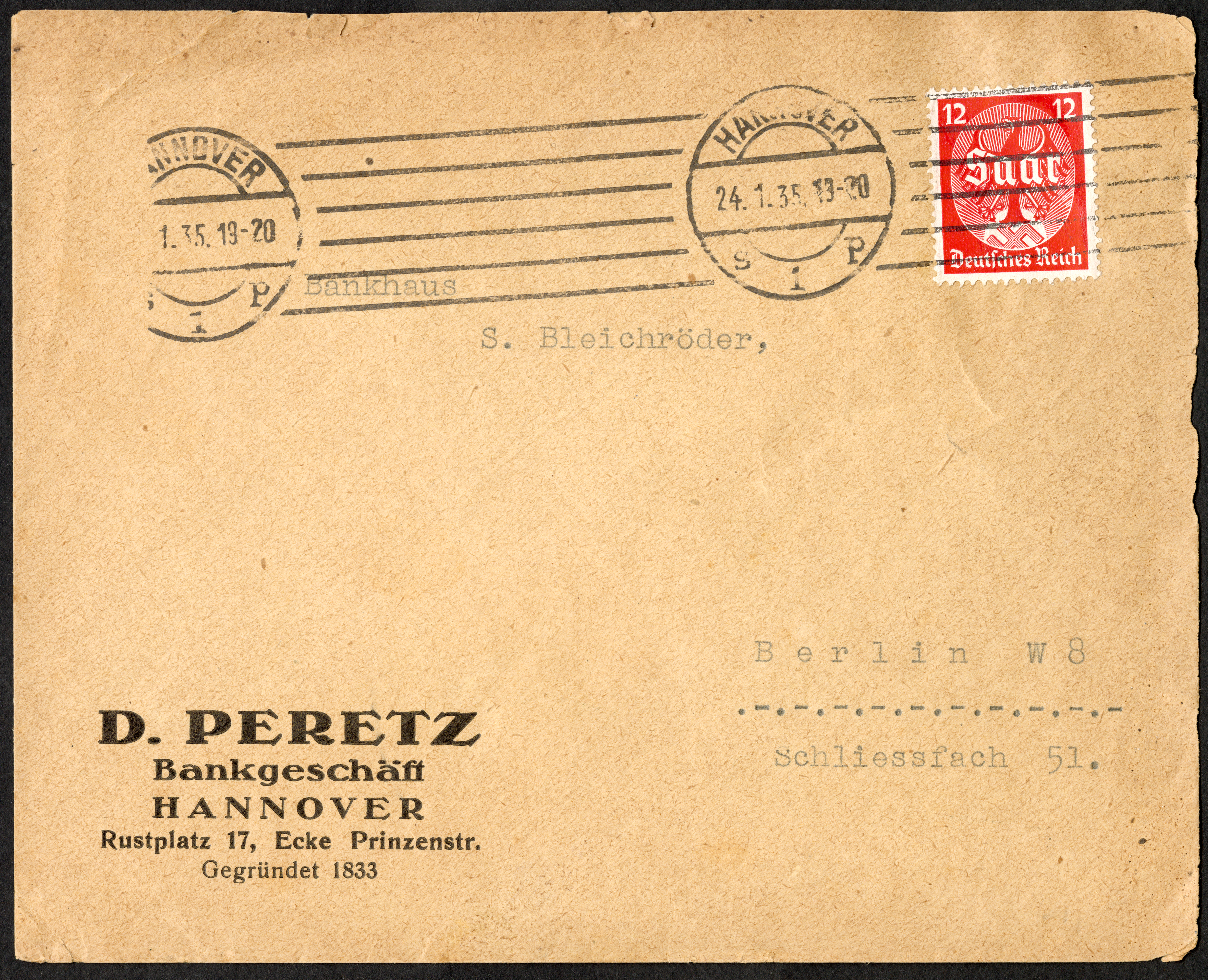
Briefkuvert von D. Peretz vom „Rustplatz“ in Hannover 1935 versandt an das Bankhaus S. Bleichröder in Berlin (Postfach)

1924 verkaufte der letzte Inhaber aus der Familie Peretz das Bankhaus an den bisherigen Angestellten der Bank Josef Louis Ries, der das Haus dann als selbständiger Inhaber mit durchschnittlich 10 Angestellten weiterführte.
Zur Zeit des Nationalsozialismus musste Ries im Zuge der „Arisierungen“ sein Bankgeschäft ab Juli 1937 oder auf Anordnung der NS-Behörden zum 1. Juli 1938 aufgeben und wurde später gemeinsam mit anderen Familienangehörigen erst nach Theresienstadt deportiert, später in das KZ Auschwitz verschleppt und laut Festsetzung des Amtsgerichts Hannover für den 8. Mai 1945 für tot erklärt. Unterdessen wickelte die Lister Bank Lücke & Co. KG seit Juli 1937 das Bankhaus D. Peretz ab und verlegte schließlich ihren eigenen Firmensitz in die ehemaligen Geschäftsräume von D. Peretz, laut dem Adressbuch der Stadt Hannover 1937 seinerzeit am Rustplatz 17, während der Inhaber Josef Ries privat noch in der Tiedtgestraße 12 wohnte.

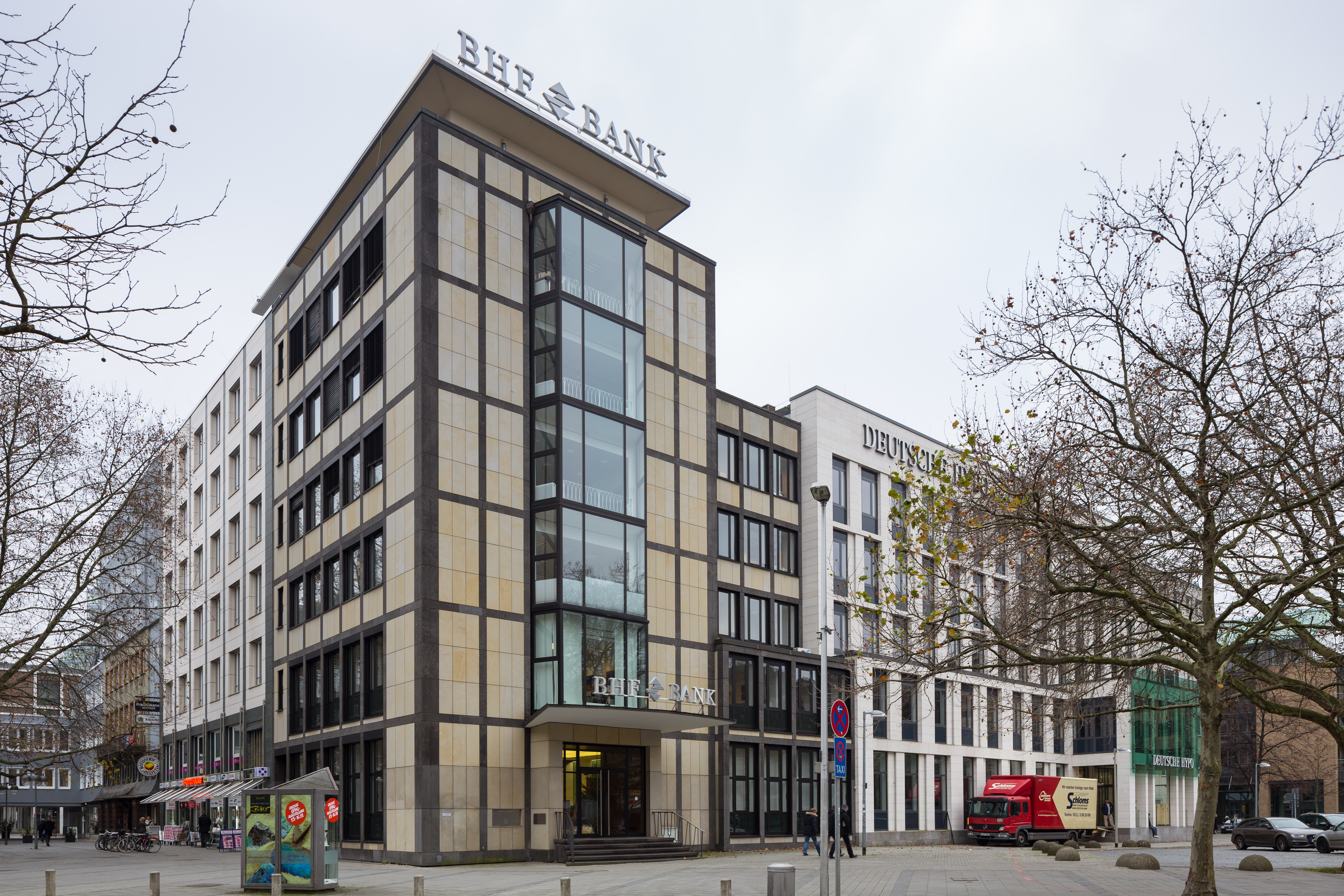
„Haus Georgseck“, 1955 für das Bankhaus Lücke & Lemmermann errichtet, später von der BHF-Bank genutzt

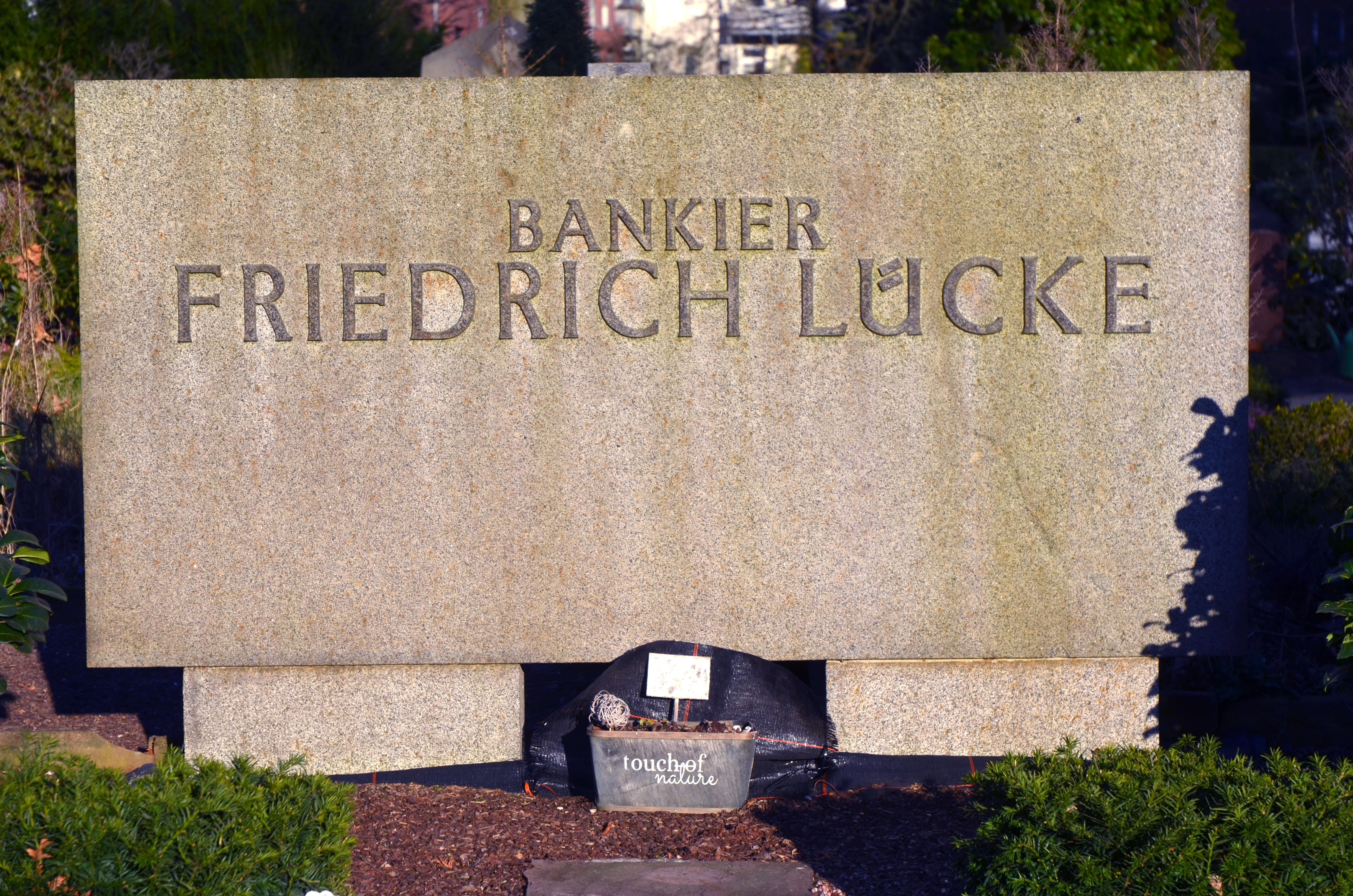
Grabmal des Bankiers Friedrich Lücke auf dem Neuen St.-Nikolai-Friedhof in der Nordstadt von Hannover

Der Bankier Friedrich Lücke handelte noch 1943 unter seinem neuen Firmensitz am Rustplatz 17 als stellvertretender Aufsichtsratsvorsitzender der Seelhorst Grundstücks-Aktiengesellschaft, die am 9. November 1922 gegründet und am 25. November 1922 eingetragenen worden war mit dem Ziel des Erwerbs und der Verwertung von Grundstücken und dem Betrieb eines Tattersalls.
1955 konnte das nach Plänen der Architekten Karl-Heinz und Rainer Lorey neu gebaute Haus Georgseck am Georgsplatz durch das Bankhaus Lücke und Lemmermann in Besitz genommen werden. Das Gebäude wurde später von der BHF-Bank genutzt.

## Archivalien
Archivalien von und über D. Peretz finden sich beispielsweise
- als Akte Korrespondenz des D. Peretz, Hannover, betr. Reservefondsgelder für die Laufzeit von 1869 bis 1881 in der Abteilung Wirtschafts-, Kataster- und Bauverwaltung des Landesarchivs Nordrhein-Westfalen, Abteilung Ostwestfalen-Lippe, Titel 3, Nummer 11, Bestellsignatur L 92 Q Titel 3 Nr. 11[13]